# Generalstaatsanwaltschaft Berlin
Die Generalstaatsanwaltschaft Berlin ist eine Strafverfolgungsbehörde. Sie ist neben der Staatsanwaltschaft Berlin und der Amtsanwaltschaft Berlin eine der drei Staatsanwaltschaften im Land Berlin. Leiterin ist Generalstaatsanwältin Margarete Koppers.

## Zuständigkeit

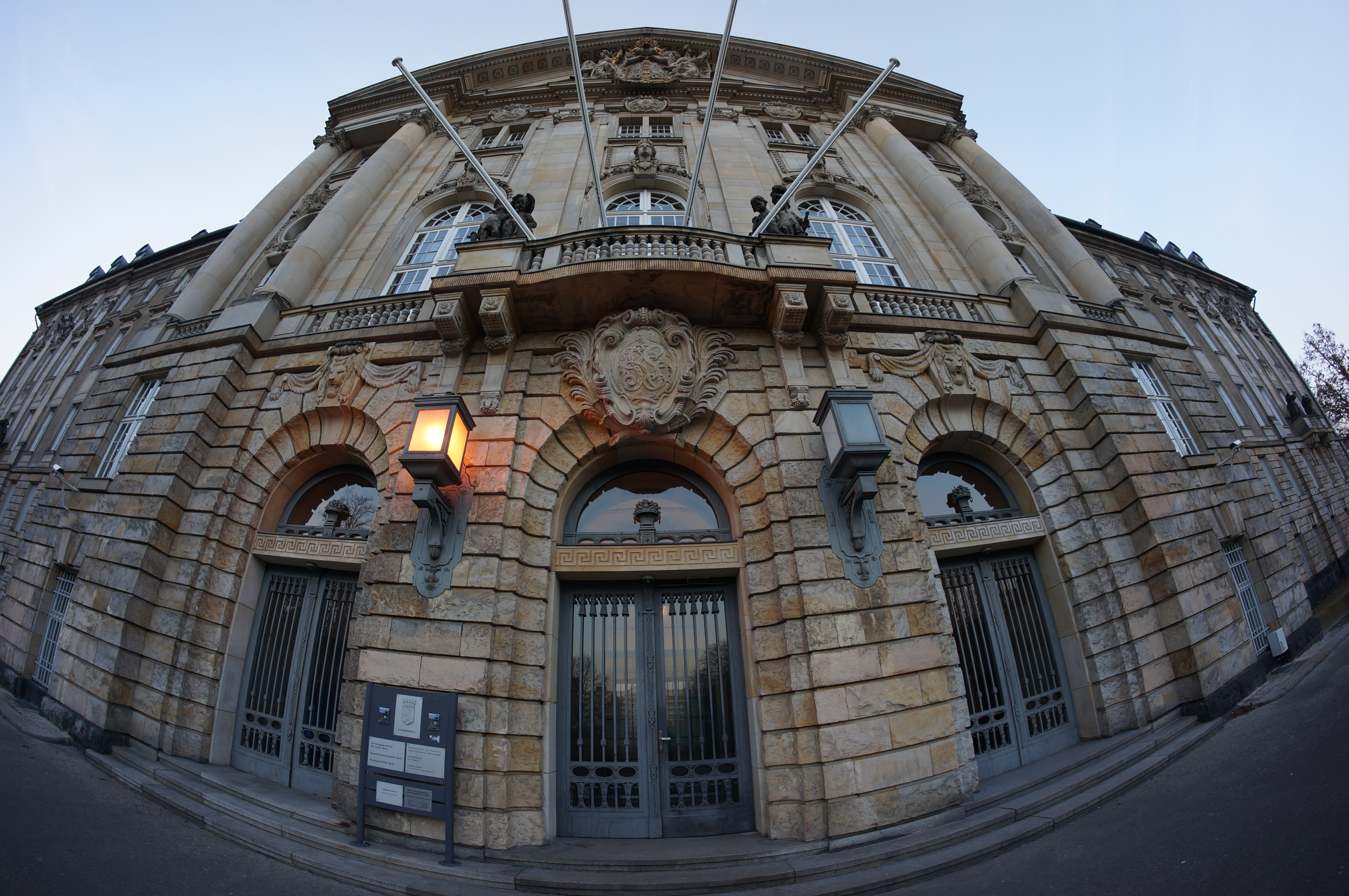
Die Generalstaatsanwaltschaft sitzt im Gebäude des Kammergerichts

Örtlich zuständig ist die Generalstaatsanwaltschaft im Bezirk des Berliner Kammergerichts, in dessen Gebäude sie zugleich sitzt. Sie ist der Staatsanwaltschaft Berlin und der Amtsanwaltschaft Berlin übergeordnet.

## Geschichte
Die Generalstaatsanwaltschaft wird seit 2018 von Generalstaatsanwältin Margarete Koppers geleitet, die zugleich erste Frau in dem Amt ist.

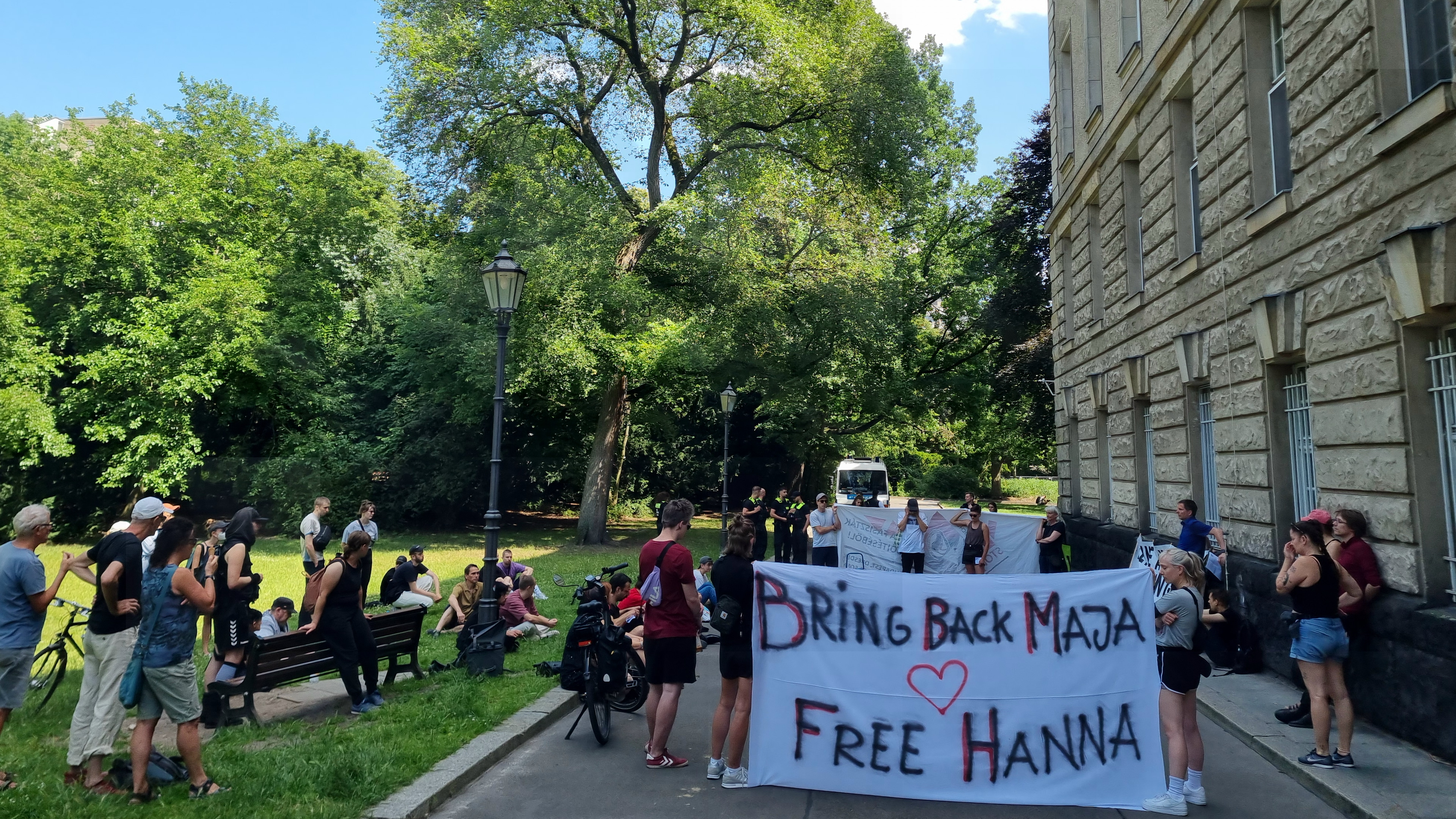
Kundgebung gegen die Auslieferung vor dem Verfassungsgerichtshof des Landes Berlin, der ebenfalls im Gebäude des Kammergerichts sitzt

2024 geriet die Generalstaatsanwaltschaft Berlin in die Kritik, nachdem sie eine nonbinäre Person mit deutscher Staatsbürgerschaft trotz Kenntnis über die Absicht der Person, gegen den Auslieferungsbeschluss Eilrechtsschutz beim Bundesverfassungsgericht zu beantragen, an Ungarn ausliefern ließ. Das Bundesverfassungsgericht ordnete an, durch geeignete Maßnahmen eine Übergabe der Person an die ungarischen Behörden zu verhindern und die Rückführung in die Bundesrepublik Deutschland zu erwirken. Zum Zeitpunkt des Beschlusses war die Person schon an die ungarischen Behörden übergeben worden. Der Republikanische Anwältinnen- und Anwälteverein kritisierte dies als Verstoß gegen die Europäische Menschenrechtskonvention und als „Verhöhnung des Bundesverfassungsgerichts“. Die Vereinigung Berliner Strafverteidiger*innen warf der Generalstaatsanwaltschaft Berlin die „Vereitelung von Rechtsschutz“ vor; die Bundesrechtsanwaltskammer kritisierte die Auslieferung in einem offenen Brief an die Generalstaatsanwaltschaft Berlin und die zuständige Justizsenatorin Felor Badenberg als „in einem Rechtsstaat nicht hinnehmbar“.